# 프롤로그 〈서막〉
《프롤로그 〈서막〉》(일본어: プロローグ〈序幕〉 푸로로구 조마쿠[*])은 일본의 여가수 나카모리 아키나(中森明菜)의 첫 번째 정규 앨범으로 1982년 7월 1일에 발매하였다. (LP: L-12531, CT: LKF-8042)
이미 그녀의 첫 싱글인 〈슬로우 모션〉은 두 달 전인 5월 1일에 출시가 되었고 이 음반에도 수록되었다. 음반에 걸려있는 띠에는 “［아·키·나 No.1］ 여러 가능성을 숨기고 대망의 퍼스트 앨범 완성. 가창력, 외모, 스타성 그 모두를 가지고, 아키나는 No.1입니다.”(〔あ・き・なNo.1〕あらゆる可能性を秘めて待望のファースト・アルバム完成。歌唱力・ルックス・スター性その全てをとっても、あきなはNo.1です)라고 쓰여져 있었다. 데뷔전인 1982년 2월, 나카모리는 미국 로스앤젤레스의 워너 스튜디오에서 5일간 레코딩 작업을 진행했다. 그녀는 음반에 수록된 노래 중 한 곡이 마음에 들지 않는다고 스태프들에게 말하고 처음에 레코딩을 거부했지만, 음악 프로듀서와 감독과의 대화 끝에 납득하고 녹음을 했다.
이 음반에 수록되어 있던 곡으로 나카모리는 이듬해에 이 곡들로 전국 콘서트 투어를 처음으로 개최하였다. 7월 12일, 처음으로 오리콘 LP 앨범 차트에서 7위를 기록했고 10월 4일에는 최고순위 5위를 기록하였다. 이후로도 계속 차트의 상위권에 있는 등 총 47주 동안 100위안에 들었다.

## 수록곡
| #            | 제목                                                                           | 작사            | 작곡            | 편곡            | 재생 시간 |
| ------------ | ------------------------------------------------------------------------------ | --------------- | --------------- | --------------- | --------- |
| 1.           | 〈〈당신의 포트레이트〉(あなたのポ－トレ－ト 아나타노포토레토[*])〉            | 키스기 에츠코   | 키스기 다카오   | 하기타 미츠오   | 4:19      |
| 2.           | 〈〈Bon Voyage〉〉                                                             | 시노즈카 마유미 | 츠카야마 에리코 | 오타니 카즈오   | 3:46      |
| 3.           | 〈〈이미지의 그늘〉(イマ－ジュの翳り 이마주노카게리[*])〉                      | 시노즈카 마유미 | 사세 주이치     | 하기타 미츠오   | 4:07      |
| 4.           | 〈〈조건반사〉(条件反射 조켄한샤[*])〉                                         | 나카자토 츠즈루 | 미무로 노보루   | 후나야마 모토키 | 4:02      |
| 5.           | 〈〈T-셔츠 선셋〉(Tシャツ・サンセット 티샤츠 산셋토[*])〉                      | 나카자토 츠즈루 | 다야마 마사미츠 | 후나야마 모토키 | 3:12      |
| 6.           | 〈〈은하전설〉(銀河伝説 긴가덴세츠[*])〉                                       | 시노즈카 마유미 | 사세 주이치     | 후나야마 모토키 | 3:42      |
| 7.           | 〈〈슬로우 모션〉(スローモーション)〉                                          | 키스기 에츠코   | 키스기 다카오   | 후나야마 모토키 | 4:06      |
| 8.           | 〈〈A형 멜랑콜리〉(A型メランコリー 에이가타 메란코리[*])〉                     | 나카자토 츠즈루 | 다야마 마사미츠 | 하기타 미츠오   | 3:13      |
| 9.           | 〈〈아주 조금의 에메럴드〉(ひとかけらのエメラルド 히토카케라노에메라루도[*])〉 | 사토 아리스     | 오노 유지       | 오타니 카즈오   | 4:18      |
| 10.          | 〈〈다운타운 스토~리~〉(ダウンタウンすと〜り〜)〉                              | 다테 아유미     | 요시노 후지마루 | 오타니 카즈오   | 4:13      |
| 총 재생 시간 | 총 재생 시간                                                                   | 총 재생 시간    | 총 재생 시간    | 총 재생 시간    | 38:58     |